# Place du Châtelet
Place du Châtelet (náměstí Châtelet) je náměstí v Paříži. Nachází se na hranicích 1. a 4. obvodu na pravém břehu Seiny u Pont au Change.

## Historie
Náměstí bylo postaveno na místě pevnosti Grand Châtelet zbořené v roce 1808 z rozkazu Napoleona Bonaparta. V roce 1854 bylo náměstí zvětšeno.

## Významné stavby
Střed náměstí je vyhrazen pro pěší a stojí zde Palmová fontána z roku 1808.
Na obou stranách náměstí podél nábřeží stojí dvě divadla, která postavil Gabriel-Jean-Antoine Davioud na žádost barona Haussmanna: Théâtre du Châtelet a Théâtre de la Ville.
Pod náměstím se nachází rozsáhlá stanice metra Châtelet, kde se kříží linky 1, 4, 7, 11 a 14, a která je propojená s podzemním nádražím RER Châtelet – Les Halles s linkami RER A, B a D.